# 杉原えり
杉原 えり（すぎはら えり、1975年6月5日 - ）は、日本のAV女優。Vanquish所属。
身長:154cm。スリーサイズ:B85 (F) ・W60・H88cm。

## 略歴
2010年にAVデビュー。

## 人物
元・水泳インストラクター。
学生時代から持ち続けてきた露出願望を実現させたいがためにAV女優になった。
アナルFUCKから調教潮吹き、オナニー、人妻などそれにちなんだ作品が多い。

## 出演作品

### アダルトビデオ
2010年
- 背徳相姦遊戯 義父と嫁 ＃04 （12月10日、グローバルメディアエンタテインメント）

2011年
- 熟女即尺、即ハメ、即潮、即絶頂！（2月4日、カマタ映像）他出演　星野声奈
- 高速マシンガンフェラ 2（2月18日、OFFICE K’S） 他出演　井川ゆい 神崎レオナ（七瀬かすみ） 里谷あい 百合菜穂子  桃井早苗
- 未亡人下宿 （2月26日、イー・マーケティング）他出演　星野声奈
- 美人すぎるむっちりお掃除奥さん （3月20日、プールクラブ・エンタテインメント）他出演　黒木唯香 風間ゆみ 遠山美樹  五十嵐慶子
- ばついち 6 訳ありの女 （3月25日、クリスタル映像）他出演　優木明日花 北川千尋 藤咲沙耶 橋本菜月
- 本物！水泳インストラクターの肛門中出し2穴ファック （4月13日、MOODYZ）
- 浮気妻はスゴ淫です （4月22日、クリスタル映像）他出演　結城みさ 綾瀬まな 成瀬美菜子 中園貴代美
- 人妻肛門強奪 生贄臭辱浣腸（5月1日、シネマジック）
- おしっこ大好き！貴方の臭いおしっこ飲んであげる 男尿ごっくんGIRLS 2（5月20日、レイディックス）他出演　藍ゆかり KANAKO 優木あおい 平沢みく 山瀬さとみ
- ワキ臭大量ザーメン3 （5月20日、レイディックス）他出演　あずみ恋 城山梓 宮崎アンナ  井川ゆい 河愛杏里
- 潮吹きオナニーの虜 02 （5月20日、プールクラブ・エンタテインメント）他出演　松すみれ 小桜りく 平井麻耶  城山梓 西園けい
- 牝犬奴隷の賞味期限 汚辱のレンタル妻2（6月1日、シネマジック）
- 熟女凌辱 アナルFUCK （7月8日、クリスタル映像）他出演　藤咲沙耶 嶋田しづ 染井美保
- ウリをしている若妻たち（7月11日、メディア総販ソレイル）
- 下品なおならオナニー5 　6人が織り成す妖艶な屁コキ （7月20日、レイディックス）他出演　星野あいか 大塚みく 黒沢なつみ 橋本菜月 大城かえで
- 独占！人の妻ワイドスペシャル こんなに主人と違うなんて… あなたの視線だけでイキそう！ 貞淑妻のスケベすぎる素顔 （10月28日、アテナ映像）他出演　斉藤京子 吉永りさ子  倉木あゆみ

2012年
- 性感アナルエステサロン 2 （1月7日、OFFICE K’S）他出演　水嶋あい 多岐川一葉 来栖ひなた
- ノーモザイクアナルFUCK Wアナル拡張調教 （1月15日、ワンズファクトリー）共演　朝桐光
- 熟女のオマンコおっぴろげオナニー （2月3日、映天）他出演　 瀬戸夏希 希内りな 小倉もも 稲森琴
- 超接写！！ ズボズボ！ アナルアクメ 2 （2月3日、OFFICE K’S）他出演　浅川サラ  平子知歌 希内りな
- 実録 痴漢電車 III （4月19日、グラフィティジャパン）他出演　松すみれ  滝沢唯
- ねっとりしゃぶり尽くすスケベ熟女のおフェラ 2. （4月25日、アロマ企画）他出演　山岡真理 椎名舞  池永京子 有奈めぐみ
- 乱れ泣く女たち （6月15日、アヴァ）他出演　岩佐あゆみ  西山真理 藤沢未央 瑠菜（安西瑠菜、RUNA）
- 激・羞恥ひとりエッチ 失禁アナルオナニー 2 （7月6日、映天）他出演　新山花里菜 北谷静香 上條理恵  玉木かおり
- 押入れこっそりフェラチオ （7月20日、映天）他出演　滝川彩華 倉澤真代 藤沢けい 上杉加奈  高橋りさ
- アナル拡張 （8月18日、映天）他出演　新山花里菜 山中えみ 相沢えみり 柏木ジュリ 玉木かおり 北谷静香 あんなさくら 樹林れもん
- 中出しお義母さんが教えてあげる 息子との情事でオンナに戻る母たち （8月25日、ビッグモーカル）他出演　中森玲子 水野洋子
- 熟女マン汁コキ べちょべちょマ○コ×チ○ポ擦りセックス （9月21日、映天）他出演　藤沢けい 柳原紫乃 上杉加奈 岩下みちる  久世さくら 高橋りさ 倉澤真代
- 筆おろし 童貞君！ こんな素敵な素人妻に筆おろしされてみませんか？ 癒し美熟妻編 （9月25日、ビッグモーカル）他出演　山口翠 杉原えり 水野洋子
- THE BEST OF 独占！人の妻ワイドスペシャル 狂い咲き10人4時間 夫は知らない妻たちの秘め事 （9月28日、アテナ映像）他出演　星野聖奈 伊坂綾 片瀬由奈 桜井杏 長谷川真樹 西岡美和  加賀美セリナ 水沢真樹 秋山百合
- 近親相姦盗撮 義母と息子の相互オナニー鑑賞 （11月19日、ファイズ）他出演　桐岡さつき  大堀香奈 西野エリカ
- 欲求不満のAV女優の目の前で、 勃起したチ◯ポをしごいて顔射した。 （11月25日、サイドビー）他出演　桐原あずさ（伊藤あずさ） 七咲楓花
- 淫乱 美熟女 乳首オナニー （12月7日、映天）他出演　桐岡さつき  大堀香奈 西野エリカ
- 熟女パックリまんこアップ （12月7日、映天）他出演　山口翠 岩下みちる 柳原紫乃 真柴愛  藤沢けい 三浦レミ 富岡りさこ 横山久美子 西野エリカ
- 青春再来！？色白ムッチリ人妻が巨根同級生にアナルまで…　（12月11日、HEYZO）
- あなた、ごめんなさい バレないように旦那の隣でやられる人妻  （12月25日、サイドビー）他出演　桐谷ユリア

2013年
- 美人妻たちのセンズリ鑑賞 2 （1月5日、映天）他出演　松下美香 浦友佳 桐岡さつき
- 人妻が‥‥他人のチ○ポを咥え込む 美人すぎる人妻たち！充実した、4時間！ （2月25日、サイドビー）他出演　宮地由梨香 加藤ツバキ 大堀香奈 平子さおり 青山はるき 今井乃愛
- 美熟星★見られたい…露出願望の肉惑美熟女 真正中出し！ 杉原えり37歳 （2月28日、モブスターズ）